# Championnat d'Italie de rugby à XV 1986-1987
Navigation
Serie A 1985-1986 Serie A1 1987-1988
Le Championnat d'Italie de rugby à XV 1986-1987 oppose les douze meilleures équipes italiennes de rugby à XV. Le championnat débute en 1986 et se termine en 1987. Le tournoi se déroule sous la forme d'un championnat unique en matchs aller-retour.
Le championnat se déroule à nouveau selon la formule à 12 équipes précédemment abandonnée à l'issue de la saison 1980-1981. Petrarca Padoue remporte son quatrième titre consécutif.

## Équipes participantes
Les douze équipes sont les suivantes :
| - Amatori Catane - Amatori Milan Ibimaint - Scavolini L'Aquila - Benetton Rugby Trévise - Serigramma Brescia - Doko Calvisano | - Eurobags Casale - CUS Roma - Mirano Blue Dawn - Parma - Petrarca Padoue - Deltalat Rovigo |

## Classement
| Rang | Club                | J  | V  | N | D  | Pm  | Pe  | Diff | Pts |
| ---- | ------------------- | -- | -- | - | -- | --- | --- | ---- | --- |
| 1    | Petrarca Padoue (T) | 22 | 18 | 2 | 2  | 483 | 109 | +374 | 38  |
| 2    | Benetton Trévise    | 22 | 17 | 2 | 3  | 430 | 242 | +188 | 36  |
| 3    | L'Aquila Rugby      | 22 | 14 | 2 | 6  | 478 | 262 | +216 | 30  |
| 4    | Rugby Brescia       | 22 | 12 | 2 | 8  | 327 | 309 | +18  | 26  |
| 5    | Rugby Rovigo        | 22 | 12 | 0 | 10 | 403 | 262 | +141 | 24  |
| 6    | Rugby Parma         | 22 | 11 | 0 | 11 | 338 | 280 | +58  | 22  |
| 7    | Amatori Rugby Milan | 22 | 9  | 1 | 12 | 307 | 424 | -117 | 19  |
| 8    | Eurobags Casale     | 22 | 7  | 1 | 14 | 272 | 420 | -148 | 15  |
| 9    | CUS Roma            | 22 | 6  | 2 | 14 | 334 | 467 | -133 | 14  |
| 10   | Amatori Catane      | 22 | 7  | 0 | 15 | 230 | 390 | -160 | 14  |
| 11   | Rugby Calvisano     | 22 | 6  | 1 | 15 | 277 | 379 | -102 | 13  |
| 12   | Mirano Blue Dawn    | 22 | 6  | 1 | 15 | 231 | 486 | -255 | 13  |

|  | Vainqueur (no 1)         |
|  | Relégués (no 11, no 12)  |
|  | T : tenant du titre 1986 |

Attribution des points :  victoire : 2, match nul : 1, défaite : 0.

## Vainqueur
| Entraîneur | Entraîneur             | Vittorio Munari                        |
| Avants     | Pilier                 | Aggio, Zulian                          |
| Avants     | Talonneur              |                                        |
| Avants     | Deuxième ligne         | Salvadego, Chinchio, Saetti            |
| Avants     | Troisième ligne aile   | S. Marchetto                           |
| Avants     | Troisième ligne centre |                                        |
| Arrières   | Demi de mêlée          |                                        |
| Arrières   | Demi d'ouverture       | Pra                                    |
| Arrières   | Centre                 | C. Rossi, Sandonnini, Tomasiello, Covi |
| Arrières   | Ailier                 | A. Failla                              |
| Arrières   | Arrière                | Artuso                                 |